# Утренняя Звезда (вождь)

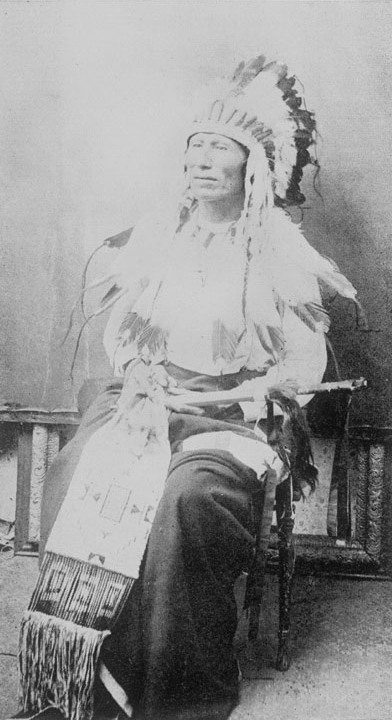
Вождь Утренняя Звезда

У́тренняя Звезда́, на шайеннском языке — Vóóhéhéve (англ. Morning Star), более известный как Тупой Нож, так его называли союзники лакота, Tȟamílapȟéšni (англ. Dull Knife), — вождь северных шайеннов. Родился у реки Роузбад на территории современного штата Монтана. Один из лидеров своего племени в войнах с армией США в 1860 — 1870-х годах.

## Биография
В юности получил известность как отважный воин. Прославился в сражениях с кроу, арикара и шошонами. После резни шайеннов у Сэнд-Крик вступил в войну с американцами. Был вынужден сдаться после разгрома лагеря северных шайеннов осенью 1876 года армией США под руководством полковника Рэналда Маккензи. Шайенны оказали ожесточённое сопротивление кавалеристам Маккензи, но были вынуждены отступить без еды и укрытия на ужасном морозе.
После капитуляции, вместе с частью племени был отослан на юг, на Индейскую Территорию, в резервацию южных шайеннов. На долю северных шайеннов выпали тяжёлые испытания по акклиматизации в суровом климате, много людей умерло от голода, болезней и недостатка лекарств. В сентябре 1878 года северные шайенны — 89 мужчин и 146 женщин и детей — под руководством Маленького Волка и Утренней Звезды покинули резервацию, намереваясь добраться до родных земель на севере. Тысячи солдат преследовали голодных, оборванных людей, бредущих по заснеженной равнине, но шайеннам удавалось отбивать все атаки и продолжать свой нелёгкий путь на север. Часть людей, ведомых Утренней Звездой, была захвачена и препровождена в форт Робинсон, Небраска. Безоружные северные шайенны, заключённые в бараки форта, совершили отчаянную попытку вырваться на свободу, в результате чего 32 из них были убиты, но некоторым удалось скрыться, в том числе и Утренней Звезде. Расправа над группой Утренней Звезды вызвала широкий общественный резонанс, следствием чего стало то, что его людям разрешили поселиться в агентстве оглала Пайн-Ридж. Осенью 1879 года им было позволено вернуться в Монтану, где они соединились со своими соплеменниками.
Утренняя Звезда умер в марте 1883 года и был похоронен на высоком холме вблизи реки Роузбад.